# 稲正樹
稲 正樹（いな まさき、1949年 - ）は、日本の法学者（憲法学・アジア法）。国際基督教大学教養学部元教授、同平和研究所顧問。元憲法理論研究会運営委員長。学位は、博士（法学）（北海道大学）。

## 経歴
1973年北海道大学法学部卒業。1977年北海道大学大学院法学研究科博士後期課程退学。
北海道大学教育学部釧路分校講師、岩手大学教育学部教授、亜細亜大学法学部教授、大宮法科大学院大学教授を経て国際基督教大学教授。

## 著書
- （國分典子、孝忠延夫共著） 『アジアの憲法入門』（日本評論社、2010年）　ISBN 9784535516717
- （深瀬忠一他共著）『平和憲法の確保と新生』（北海道大学図書刊行会、2008年）　ISBN 9784832967014
- （石村修 共編） 『憲法 ―論点整理と演習憲法』（敬文堂、2006年） ISBN 9784767001401
- 『アジアの人権と平和（SBC学術文庫）』（信山社、2006年 ）ISBN 9784434053559
- 『インド憲法の研究―アジア比較憲法論序説（学術選書）』（信山社、1993年） ISBN 9784882618560